# Penalosa, Kansas
Penalosa là một thành phố thuộc quận Kingman, tiểu bang Kansas, Hoa Kỳ. Năm 2010, dân số của xã này là 17 người.

## Dân số
Dân số các năm:
- Năm 2000: 27 người
- Năm 2010: 17 người